# Liz Plank
Liz Plank, właśc. Elizabeth Plank (ur.19 marca 1987) – kanadyjska dziennikarka i pisarka. Autorka docenionej przez krytyków feministycznej książki Samiec alfa musi odejść (For the Love of Men: A New Vision for Mindful Masculinity). 
Ukończyła London School of Economics. Prowadziła programy w stacjach NBC News i Vox Media. Współprowadziła podcast Man Enough (wraz z Justinem Baldonim i Jameym Heathem), w którym porusza problematykę męskości. Jest szefową firmy producenckiej Liz Plank Producions oraz felietonistką portalu MSNBC. Pojawiała się regularnie w programach The Today Show, The Daily Show, ABC News, Fusion, Al Jazeera America i BBC World News, gdzie występuje jako ekspertka do spraw równości i praw reprodukcyjnych. 
W 2019 roku opublikowała swoją feministyczną książkę Samiec alfa musi odejść (org. For the Love of Men: A New Vision for Mindful Masculinity), w której poddała krytyce tradycyjnie postrzeganą męskość. Książka została doceniona  m.in. przez redakcje pism „Vogue”, „Esquire”, „Playboy”, „Elle”, „GQ” i „The Washington Post”. 